# Les Envoûtés (téléfilm, 1977)
Pour les articles homonymes, voir Les Envoûtés et Possessed.
Les Envoûtés (The Possessed) est un téléfilm américain réalisé par Jerry Thorpe, diffusé en 1977.

## Synopsis
Dans un collège de filles, l’une des élèves se trouve soudainement possédée par Satan en personne. C’est un véritable cauchemar qui commence aussi bien pour la jeune fille que pour l’établissement. Mais à la fin on comprend que la directrice du collège est aussi la proie de Satan avant qu'un exorciste prenne le mal sur lui et se suicide. La collégienne et la directrice se trouvent alors délivrées de la possession diabolique.

## Fiche technique
- Titre original : The Possessed
- Réalisation : Jerry Thorpe
- Scénario : John Sacret Young
- Production : Philip Mandelker, Jerry Thorpe
- Société de production : Warner Bros. Television
- Musique : Leonard Rosenman
- Photographie : Chuck Arnold
- Montage : Michael A. Hoey
- Décors : Frederick P. Hope
- Pays d'origine : États-Unis
- Format : Couleurs - 1,33:1 - Mono - 35 mm
- Genre : Horreur
- Durée : 76 minutes
- Date de sortie : 1er mai 1977
- Film interdit aux moins de 12 ans lors de sa sortie en France

## Distribution
- James Farentino (VF : Jean-Claude Michel) : Kevin Leahy
- Claudette Nevins : Ellen Sumner
- Joan Hackett (VF : Évelyn Séléna) : Louise Gelson
- Harrison Ford (VF : Jean Roche) : Paul Winjam
- Ann Dusenberry (VF : Béatrice Bruno) : Weezie Sumner
- Eugene Roche (VF : Claude Joseph) : Le sergent Taplinger
- Diana Scarwid : Lane
- Dinah Manoff : Celia
- Carol Jones : Alex
- P.J. Soles : Marty